# 삼호로 (창원시)
삼호로(Samho-ro)는 경상남도 창원시 마산회원구의 양덕동 어린교오거리와 회성동 서마산 나들목을 잇는 마산시의 시내 간선도로이다.
도로 구간 자체는 다른 간선도로에 비하면 조금 짧은 편이나, 다른 주요 간선도로와 만나는 서마산 나들목 사거리, 석전교 사거리, 마산종합운동장, 어린교 오거리를 두루 거치기 때문에 교통량이 매우 많은 것이 특징이다. 특히 3·15 대로와 만나는 석전교 사거리에서는 새벽 시간대를 제외한 거의 모든 시간대가 만성적인 정체 현상을 빚고 있어, 2009년 4월 현재 정체 현상을 대폭 완화시키기 위하여 창원시청(구.마산시청)의 주도로 마산 지역 최초의 지하차도를 건설하는 공사를 진행하고 있다.
전 구간 왕복 6차로로 구성되어 있으며, 제한 속도도 전 구간 70km/h로 지정되어 있다.

## 주요 경유지
- 어린교 오거리 ~ 마산종합운동장 ~ 석전교 사거리 ~ 서마산 나들목

## 사진

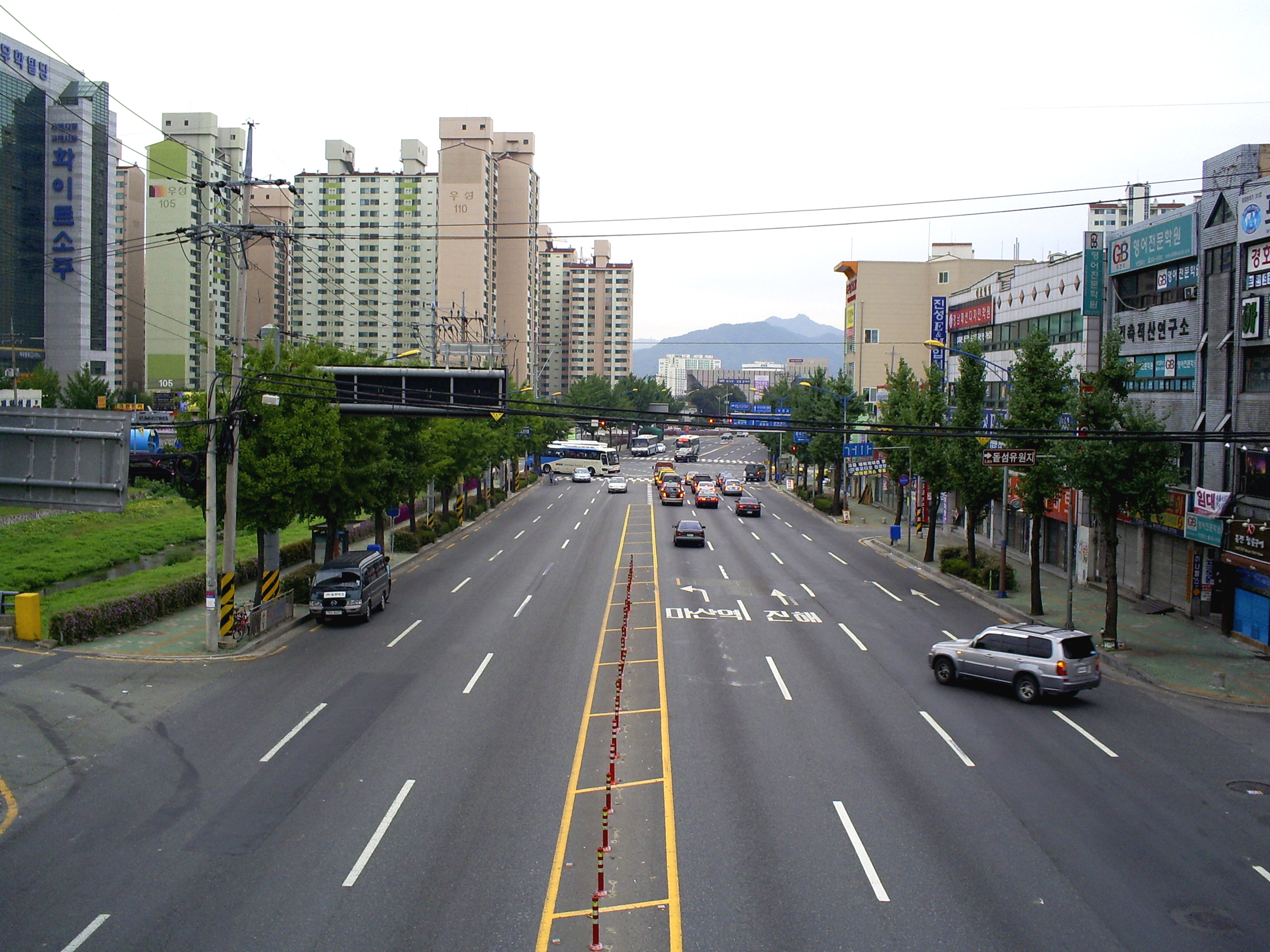
석전교에서 시내 방면
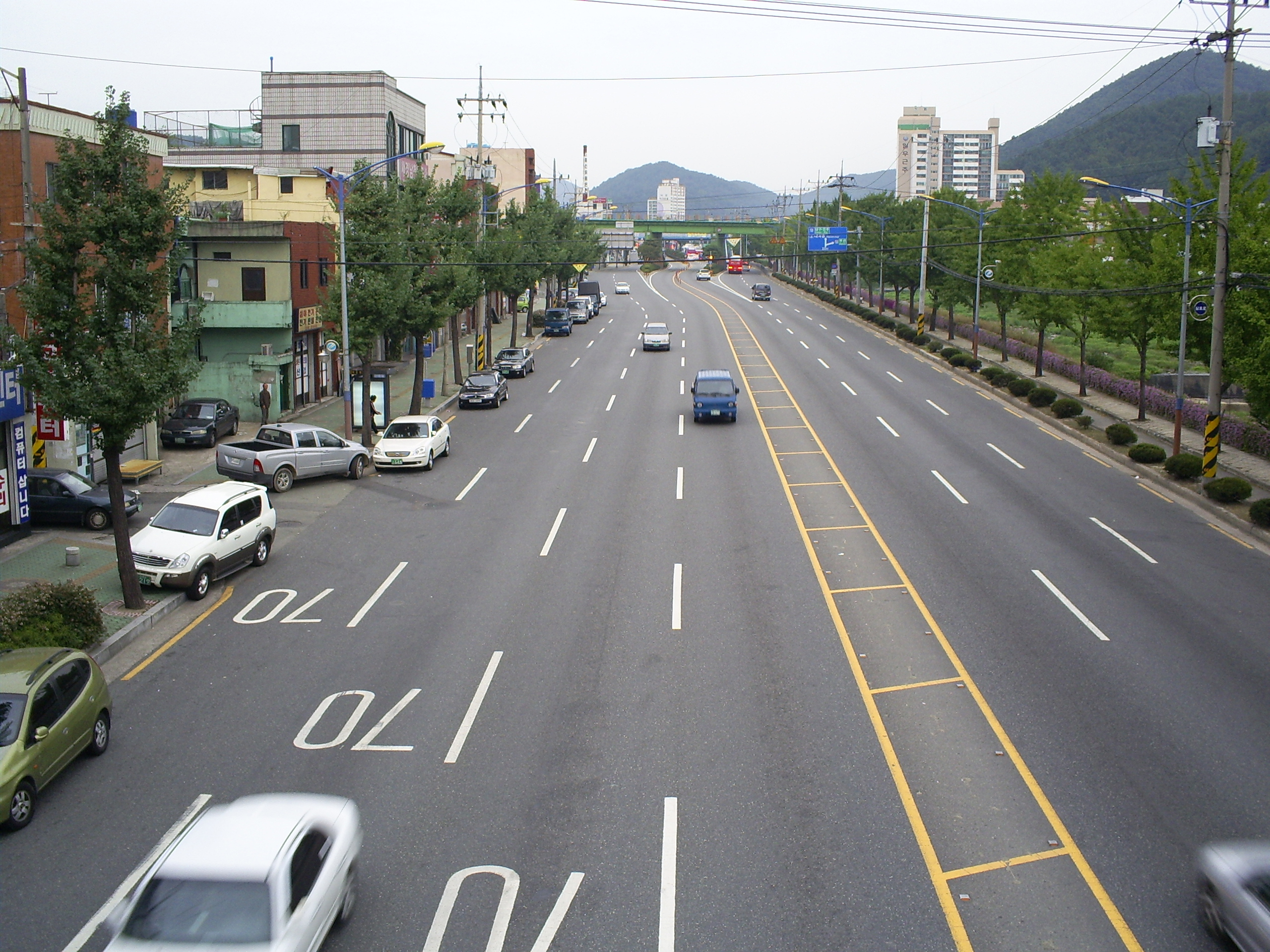
석전교에서 내서 방면